# Wentworth Shire
Wentworth Shire är en kommun i Australien. Den ligger i delstaten New South Wales, i den sydöstra delen av landet, omkring 820 kilometer väster om delstatshuvudstaden Sydney. Antalet invånare var 6 794 vid folkräkningen 2016.
Utöver huvudorten Wentworth ligger även samhällena Buronga, Dareton, Gol Gol och Pooncarie i Wentworth Shire.